# Jeff Balding
Pour les articles homonymes, voir Balding.
Jeff Balding est un ingénieur du son et réalisateur artistique américain. D'abord connu pour ses travaux dans la musique country avec Faith Hill, Trace Adkins ou encore LeAnn Rimes, Balding se reconvertit dans la pop mais aussi le rock et plus particulièrement le metal avec des groupes tels que Megadeth ou encore Giant. En ce qui concerne la pop, il collabora avec des artistes tels Amy Grant ou encore Celine Dion.

## Travaux notoires
- Trace Adkins - Chrome, Songs About Me and Honky Tonk B'donka Donk
- Peter Cetera - Collection: Your The Inspiration, Peter Cetera Collection
- Céline Dion - Let's Talk About Love, Collector's Series
- Doro - True at Heart (ingénieur du son)
- Sara Evans - Stronger
- Giant - Time To Burn, III
- Amy Grant - Lead Me On, Heart In Motion
- Faith Hill - Faith, Love Will Always Win, Breathe, Cry, When The Lights Go Down (single)
- Wynonna Ellen Judd - Revelations, New Day Dawning, What the World Needs Now is Love
- Megadeth - Cryptic Writings, Risk, Capitol Punishment: The Megadeth Years, The System Has Failed, That One Night : Live in Buenos Aires, United Abominations
- LeAnn Rimes - This Woman, Greatest Hits, Best of
- Trisha Yearwood - Songbook: A Collection of Hits, Where Your Road Leads, Real Live Woman